# Gintautas Umaras
Gintautas Ionovich Umaras (nascido em 20 de maio de 1963) é um ex-ciclista de pista e estrada lituano.
Conquistou duas medalhas de ouro pela União Soviética na prova de perseguição individual e por equipes dos Jogos Olímpicos de Verão de 1988, em Seul.
Irmão de Mindaugas Umaras.